# Río Magnetawan
El río Magnetawan es un río del Distrito Parry Sound, Ontario, en Canadá. Nace en el lago Magnetawan y recorre unos 175 km dentro del parque Algonquin para desembocar en la bahía Georgian del lago Hurón, cerca de la ciudad de Britt, Ontario en el Byng Inlet. 
A finales del siglo XIX, el río se utilizó para transportar flotando troncos de pino blanco producto de la tala de árboles para los aserraderos ubicados río abajo. El río obtuvo renombre reciente cuando fue presentado en la película de Bill Mason conocida como Waterwalker. 
El río tiene numerosos rápidos, tales como, los "rápidos de treinta dólares", "El Catorce", "El Diez", el "Rápido Papa", el "Salto Poverty Bay", y los "rápidos de Cody".
La ciudad de Magnetawan se encuentra en el paso del río entre el lago Cecebe y el lago Ahmic. Se construyeron varias esclusas en el río para permitir que los barcos a vapor puedan viajar río abajo desde la estación de ferrocarril en cataratas Burk. Las esclusas se inauguraron oficialmente el 8 de julio de 1886, y todavía están en uso hoy en día.
En el idioma ojibwa, el nombre del río significa «aguas que fluyen con rapidez».
Existe también una reserva de nativos con el nombre de Primera Nación Magnetawan, el mismo nombre y significado del río. La reserva está situada sobre el río entre Britt y Byng Inlet.

## Rutas para canotaje
El río Magnetawan también proporciona una gran variedad de rutas para principiantes de canotaje, y experimentados (canoas de velocidad). Las rutas en canoa canadienses enumeran tres en el río Magnetawan: 
- Magnetawan River South Branch (35 km)
- Magnetawan River North Branch (43 km)
- Magnetawan río Loop No.2 (80 km)